# جوزف استلا
جوزف استلا (به انگلیسی: Joseph Stella) ‏(۳۰ ژوئن ۱۸۷۷ - ۵ نوامبر ۱۹۴۶)از برجسته‌ترین پیروان فوتوریسم به شمار می آید. که به دلیل صنعتی نشان دادن آمریکا و نقاشی‌های زیادش در زمینه پل بروکلین معروف است.

## برخی از آثار

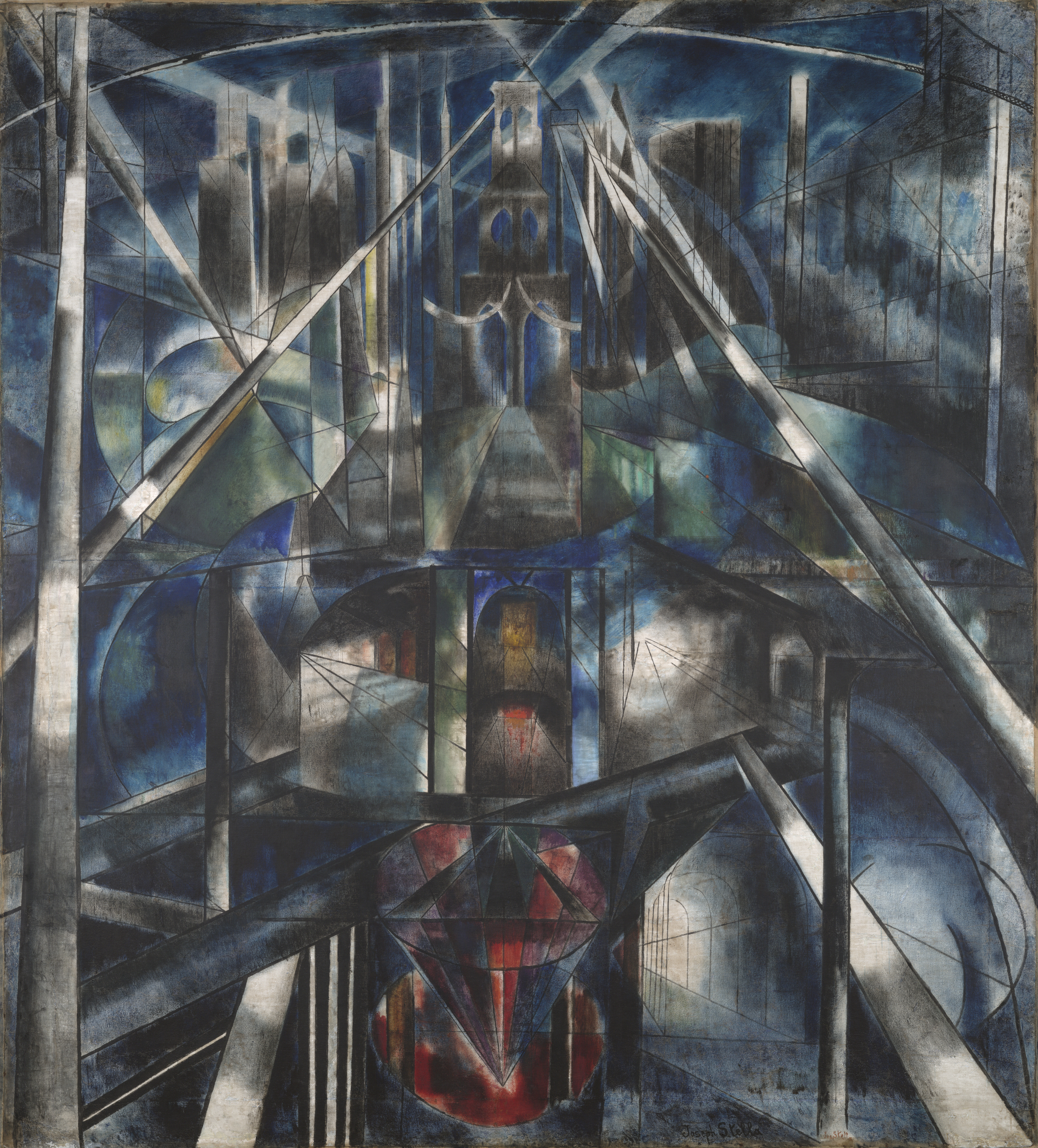
پل بروکلین (۱۹۱۹)
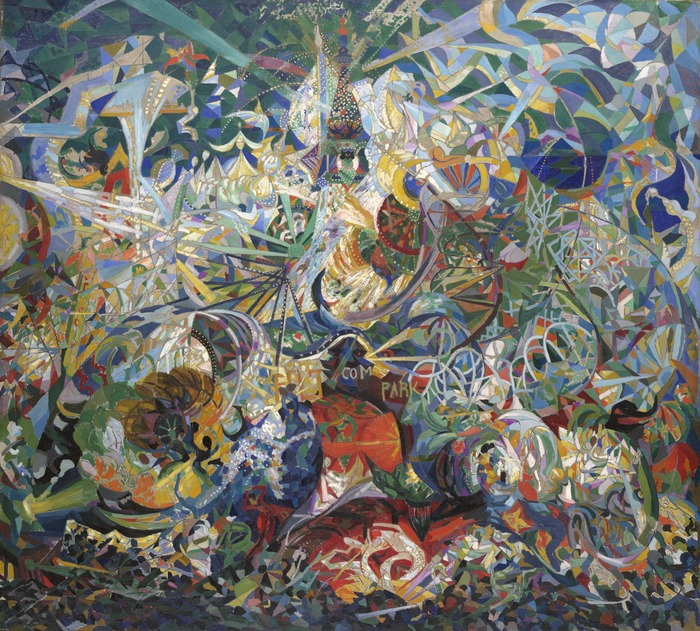
نبرد نورها
(۱۹۱۳)